# متنزه الزلفي الوطني
متنزّه الزلفي الوطني هو متنزّه وطني يقع في محافظة الزلفي التابعة لإمارة منطقة الرياض في المملكة العربية السعودية. المنتزة يقع في وسط المحافظة على اطراف شعيب سمنان بين جبال طويق ورمال نفود، وتصل مساحته إلى 516 هكتار.

## الملحقات
- مشاتل
- محميات طبيعية
- قرية زراعية
- تجهيزات تراثية قديمة
- حديقة النباتية[3]

## المناخ
مناخ الزلفي مناخ قاري شديد الحرارة صيفاً مع ليل معتدل بارد شتاءً ويتميز بانخفاض الرطوبة طوال العام، خاصة في فترة الصيف، وبالفرق الكبير بين درجات الحرارة خلال النهار والليل. ففي الصيف تتراوح درجات الحرارة الصغرى بين (21 – 37) درجـة مئوية والعظمى بين (41 -49) درجـة مئوية. أما في الشتاء فالجو ممطر وبارد تتراوح فيه درجات الحرارة العظمى بين (16 – 28) والصغرى بين (-1 – 13) درجة مئوية.